# Гославиці (Ловицький повіт)
Гославиці (пол. Gosławice) — село в Польщі, у гміні Беляви Ловицького повіту Лодзинського воєводства.
Населення — 79 осіб (2011).
У 1975-1998 роках село належало до Скерневицького воєводства.

## Демографія
Демографічна структура станом на 31 березня 2011 року:
|          | Загалом | Допрацездатний вік | Працездатний вік | Постпрацездатний вік |
| -------- | ------- | ------------------ | ---------------- | -------------------- |
| Чоловіки | 37      | 8                  | 22               | 7                    |
| Жінки    | 42      | 9                  | 23               | 10                   |
| Разом    | 79      | 17                 | 45               | 17                   |